# Nehoiu
Nehoiu város  Buzău megyében, Munténiában, Romániában.

## Fekvése
A megye északnyugati részén helyezkedik el.

## Népesség
A népesség számának alakulása:
- 1992 - 12 664 lakos
- 2002 - 11 631 lakos

## Gazdaság
Jelentős a város fafeldolgozó ipara.

## Külső hivatkozások
- Turizmusáról
- Régi képek a városról.